# Риони
Рио́ни (груз. რიონი) — река в Грузии, одна из крупнейших в Закавказье. Протяжённость — 327 км, площадь водосборного бассейна — 13 400 км².
На языке сванов риен — «большая река».

## Географические сведения
Начинается на склонах Большого Кавказа, у ледника к югу от горы Пасисмта (3805 м) Главного Кавказского хребта. Ниже города Кутаиси течёт по Колхидской низменности. Впадает в Чёрное море у города Поти. Средний расход воды 405 м³/с. Сплавная от поселка Саглоло, у пересечения реки с Военно-Осетинской дорогой. Используется для орошения. Рионский каскад ГЭС (Ладжанурская ГЭС, Гуматская ГЭС-1 и ГЭС-2, Рионская ГЭС, Варцихские ГЭС). По долине верхней Риони проходит Военно-Осетинская дорога. Левый приток Риони — река Чанчахи, до села Гуршеви является линией границы между Грузией и частично признанной Южной Осетией. Судоходна на 95 км от устья до города Самтредиа.

### Притоки
от устья к истоку:
- Цхенисцкали
- Техури
- Квирила
- Джоджора
- Чанчахи

## Исторические сведения
У древних греков река называлась Фа́зис (или Фа́сис; др.-греч. Φᾶσις), под этим названием она впервые упоминается у Гесиода в его «Теогонии». Позднее у Аполлония Родосского, Вергилия и Элия Аристида река упоминается как самый восточный предел морской навигации. В «Федоне» Платона в одном из диалогов Сократ также упоминает реку как границу ойкумены:

— Далее, я уверился, что Земля очень велика и что мы, обитающие от Фасиса до Геракловых Столпов, занимаем лишь малую её частицу; мы теснимся вокруг нашего моря, словно муравьи или лягушки вокруг болота, и многие другие народы живут во многих иных местах, сходных с нашими.

Некоторые ранние античные авторы считали, что существует две Скифии (азиатская и европейская), а людей, живущих возле Фасиса, считали скифами. Например, в V веке до н. э. на это указывал Пиндар:

«… так как скифы-выселенцы из Египта, то поэтому они и чернокожи; они возделывают лён и ткут из него полотно, как египтяне; и Каллимах говорит: „Из колхидского льна“. Фасис-река в азиатской Скифии; есть ведь и другая Скифия в Европе, вблизи Мэотийского озера и реки Танаиса; о нём упоминает и Аполлоний: „Обильный водоворотами Фасис изливает в море широкий поток“. Фасис-река в Скифии; дующие на нём ветры чрезвычайно холодны».

Карта Земли по Анаксимандру (одна из современных реконструкций).

Река также считалась естественной границей между Европой и Азией. Анаксимандр проводил границу вдоль реки Фасис (она же Риони) на Кавказе, и этого соглашения также придерживался Геродот в V веке до нашей эры.
Верховье реки до впадения Чанчахи также называлось Гебицхали, по названию села на левом берегу.
Как писал Плиний Старший в своём труде "Естественная история" в I веке, Фасис была судоходна для крупных (на то время) судов на протяжении 38,5 миль.